# Tulio Díaz Babier
Tulio Díaz Babier   (1 de juny de 1960) és un tirador d'esgrima cubà, ja retirat, especialista en floret, guanyador d'una medalla olímpica.
El 1992 va prendre part en els Jocs Olímpics d'Estiu de Barcelona, on va guanyar la medalla de plata en la prova del floret per equips del programa d'esgrima.
En el seu palmarès també destaquen dues medalles en el Campionat del Món d'esgrima, d'or el 1991 i de plata el 1986; dues medalles d'or i una de plata en els Jocs Panamericans de 1983 i 1987; tres medalles, una d'or i dues de bronze, en les Universíades de 1981, 1983 i 1987; i dues medalles d'or i una de bronze en els Jocs Centreamericans i del Carib de 1982 i 1986.